# Wołtuszowa
Wołtuszowa – nieistniejąca już wieś, obecnie część wsi Rymanów-Zdrój, w Polsce, w województwie podkarpackim, w powiecie krośnieńskim, w gminie Rymanów.

## Położenie
Położona była w dolinie Czarnego Potoku (prawobrzeżny dopływ Taboru), u północnych podnóży góry Dział nad Desznem (673 m n.p.m.), ok. 2 km w linii prostej na południowy wschód od centrum Rymanowa-Zdroju. Większość zabudowań była zlokalizowana na zachodnim stoku dolinki lewobrzeżnego dopływu Czarnego Potoku, opadającej wprost na północ spod szczytu Działu.

## Historia
Wieś – pod nazwą Baluthowa – lokowano na prawie wołoskim w 1470. Powstała na terenie dóbr rymanowskich, należących wówczas do rodziny Sienieńskich i w następnych wiekach dzieliła ich losy. Jej pierwszym właścicielem był Andrzej Sienieński Była zawsze wsią niewielką: w latach 30. XX w. liczyła tylko 28 gospodarstw. W domu u wylotu wołtuszowskiej dolinki (w miejscu zwanym dzisiaj Polana Wilcza) w ostatnich latach swego życia mieszkała przez krótki czas hrabina Anna Potocka, założycielka Rymanowa-Zdroju.
Na początku XX wieku Józef Mikołaj Potocki posiadał we wsi obszar leśny ok. 490 ha. W 1911 właścicielem tabularnym był Jan Potocki, posiadający 489 ha.
Wieś zamieszkana była przez ludność łemkowską wyznania greckokatolickiego. Należała do dekanatu krośnieńskiego, a od 1930 do dekanatu rymanowskiego greckokatolickiej eparchii przemyskiej. W latach istnienia Apostolskiej Administracji Łemkowszczyzny (1934-1947) tutejsza cerkiew należała do dekanatu rymanowskiego.
W latach okupacji hitlerowskiej przez Wołtuszową wiódł jeden ze szlaków kurierów beskidzkich, którzy przeprowadzali ludzi z terenów Generalnego Gubernatorstwa na Słowację i dalej na Węgry. Upamiętnia go zachowany fragment kapliczki pamiętającej koniec XIX w. na widokowym, północnym grzbiecie Działu, przy zielonej ścieżce spacerowej, znanej jako „kapliczka beskidzkich kurierów”.
Podczas pierwszej fali wysiedleń w czerwcu 1945 całą ludność wsi przesiedlono na Ukrainę w rejon Tarnopola. Opustoszałą wieś spalił doszczętnie w styczniu następnego roku oddział UPA, by nie mogli jej zająć polscy osadnicy. Przetrwała jedynie drewniana cerkiew, pozbawiona jednakże wyposażenia. Podobno każda wysiedlana rodzina zabrała ze sobą jego część... Niszczejący obiekt został w 1953 rozebrany na polecenie ówczesnych władz. Na polach przez pewien czas gospodarowali później polscy gospodarze z okolicznych wsi. W latach 80. XX w. na wołtuszowskich łąkach wypasali swe owce bacowie z Podhala.
16 sierpnia 1996, w 120. rocznicę odkrycia zdrojów mineralnych, uchwałą Rady Miejskiej w Rymanowie utworzono wieś Rymanów-Zdrój składającą się z obszarów dotychczasowych wsi Deszno, Wołtuszowa i południowej części wsi Posada Górna (nazwanej Rymanów-Zdrój) o powierzchni 1625 ha.

## Wołtuszowa dzisiaj
Miejsce po cerkwi wyznacza dziś jedynie wieniec starych lip. Obecnie tuż obok znajduje się galeria współczesnych rzeźb w drewnie, przedstawiających typy łemkowskie. W pobliżu cmentarz z kilkoma zachowanymi kamiennymi nagrobkami, dawniej zaniedbany, obecnie staraniem Leśnictwa Rymanów uporządkowany i ogrodzony. Oznaczony jest modrzewiowym krzyżem, obok którego znajduje się kamienna chrzcielnica z dawnej cerkwi. Ponowne poświęcenie cmentarza przez księży greckokatolickiego i rzymskokatolickiego odbyło się jesienią 2000. Wokół zachowały się jeszcze nieliczne podmurówki chałup, ślady studni, resztki piwnic i stare drzewa zdziczałych sadów. Obecnie teren jest dzierżawiony.

## Turystyka
Przez teren dawnej wsi przebiega czerwono znakowany  szlak turystyczny – odcinek Rymanów – Puławy Głównego Szlaku Beskidzkiego oraz jeden ze szlaków spacerowych z Rymanowa-Zdroju.